# Șcheia (gmina w okręgu Jassy)
Șcheia – gmina w Rumunii, w okręgu Jassy. Obejmuje miejscowości Căuești, Cioca-Boca, Poiana Șcheii, Satu Nou i Șcheia. W 2011 roku liczyła 3067 mieszkańców.